# Hapsinotus transversus
Hapsinotus transversus là một loài tò vò trong họ Ichneumonidae.